# Phyllodactylus homolepidurus
Phyllodactylus homolepidurus är en ödleart som beskrevs av  Smith 1935. Phyllodactylus homolepidurus ingår i släktet Phyllodactylus och familjen geckoödlor. IUCN kategoriserar arten globalt som livskraftig.

## Underarter
Arten delas in i följande underarter:
- P. h. homolepidurus
- P. h. nolascoensis